# Codex Athous Dionysius
Der Codex Athous Dionysius (Gregory-Aland no. 045 oder Ω; von Soden ε 61) ist eine griechische Handschrift des Neuen Testaments. Durch Paläographie wurde sie auf das 9. Jahrhundert datiert. Die Handschrift ist nicht vollständig erhalten geblieben, enthält aber die vier Evangelien.

## Beschreibung
Die Handschrift besteht beinahe aus den vier Evangelien auf 259 dicken Pergamentblättern mit einer Lücke (Lukas 1,15–28). Sie hat ein Format von 22 × 16 cm. Der Text steht in zwei Spalten mit je 19–22 Zeilen und 13–15 Buchstaben je Zeile. Der Kodex enthält außerdem Akzente, Spiritus asper, lenis und Bilder. Die Buchstaben sind groß, Tinte ist braun, die Buchstaben am Anfang der Absätze sind rot.
Der Kodex enthält Listen des κεφαλαια, κεφαλαια, τιτλοι, Ammonianische Abschnitte (Markus 234), Eusebischer Kanon, Bilden, Synaxarion, Menologion, Unterschriften, und στιχοι.

## Text
Der griechische Text des Codex repräsentiert den byzantinischen Texttyp. Es wird der Kategorie V zugeordnet. Er ist eine der besten Handschriften der byzantinischen Texte und gehörte zur Gruppe E zusammen mit dem Codex Basilensis und dem Codex Nanianus. 
Gemäß Hermann von Soden ist es eine der drei ältesten Handschriften, die den byzantinischen Texttyp repräsentieren.
Er ist eine der besten Handschriften der byzantinischen Texte und gehörte zur Gruppe E zusammen mit dem Codex Basilensis und dem Codex Nanianus.
Matthäus 16,2b–3 und Lukas 22,43–44 sind mit einem Asterisk am Rand gekennzeichnet.

## Geschichte
Der Kodex wurde von Mary W. Winslow zusammengestellt und von Kirsopp Lake und Silvia New überarbeitet.
Der Codex wird im Kloster Dionysiou (10) 55 auf Athos aufbewahrt.